# Batalla de Talavera de la Reina
La Presa de Talavera va ocórrer durant la Guerra civil espanyola el 3 de setembre de 1936 i va ser lliurada per columnes republicanes arribades des de Madrid i tropes revoltades del bàndol franquista dirigides pel general Juan Yagüe. L'objectiu de les columnes republicanes era impedir l'accés dels rebels a la carretera que comunicava Madrid amb Talavera de la Reina, mentre aquesta era la via per la qual els revoltats podien llançar la major part de les seves tropes en un atac contra la capital espanyola.

## Antecedents
Les milícies republicanes en les primeres setmanes de la guerra estaven formades per un conjunt heterogeni d'homes, majoritàriament obrers sense formació militar ni disciplina castrense organitzats basant-se en les seves afinitats polítiques, amb pocs oficials professionals, que el mes d'agost aquestes milícies havien intentat en va aturar l'avanç de les tropes revoltades a Andalusia i Extremadura. Encara que les forces revoltades eren poc nombroses, tenien millor entrenament i armes que les milícies republicanes.
El govern republicà va designar el general Manuel Riquelme per dirigir les tropes, juntament amb el líder comunista Juan Modesto com a cap de les milícies, i després de la batalla de Badajoz les milícies s'havien retirat al llarg del Tajo formant una posició forta en els turons que envolten Talavera de la Reina on esperaven detenir l'enemic aprofitant el terreny i guanyar temps per organitzar les defenses a Madrid.

## Batalla
El coronel Mariano Salafranca Barrio fou el responsable de la defensa de la ciutat, i comptava amb algunes metralladores i un tren blindat amb dos canons de 75 mm per defensar la posició, juntament amb una massa de 8.000 combatents recolzats per l'aviació i artilleria.
El 3 de setembre les tropes nacionalistes, prop de 3.500 homes al comandament del general Juan Yagüe van arribar davant Talavera de la Reina, i van fixar el seu pla d'atac, buscant rodejar a les milícies que ocupaven les altures.
Yagüe va dividir les seves tropes en dues columnes: una al comandament del major Antonio Castejón Espinosa i una altra dirigida pel coronel Carlos Asensio Cabanillas. En un atac simultani, les dues columnes rebels es van llançar contra els defensors republicans pujant cap a les altures on aquests s'havien parapetat. Sense més experiència de combat i mancats d'entrenament, els milicians van aconseguir aturar l'atac dels sublevats poc temps, i després de forts combats van començar a retirar-se desordenadament mentre les columnes atacants es dirigien a la mateixa localitat, prenent l'aeròdrom i l'estació de tren. Yagüe va dirigir un veloç atac cap al centre de la localitat, sorprenent als defensors republicans que encara quedaven allà i vencent ràpidament la seva resistència. Els supervivents de les milícies van acabar per fugir abandonant les seves posicions i armament a causa del temor de quedar tancats. A la tarda, els revoltats van acabar d'ocupar Talavera sense trobar resistència.

## Conseqüències
La derrota republicana a Talavera de la Reina va ser costosa per a tots dos bàndols: els revoltats van patir 1.000 baixes entre morts i ferits, mentre els republicans van perdre 1.500 homes entre morts, ferits i presoners. La columna de Juan Yagüe no era prou nombrosa per continuar una ofensiva i va haver de romandre a Talavera, però s'havia pres l'última localitat de grans dimensions abans d'arribar a Madrid i el comandament revoltat aviat va enviar tropes de reforç a Yagüe per assegurar la posició. No obstant això, Francisco Franco va decidir postergar l'avanç de les seves tropes cap a la capital per desviar en socors dels rebels assetjats a l'Alcàsser de Toledo, fer que va causar les queixes de comandaments militars del bàndol franquista, al·legant que el rescat dels revoltats de Toledo tendria gran efecte propagandístic però cap rellevància estratègica.
Per al govern de la República, presidit per Francisco Largo Caballero, aquesta derrota va confirmar la urgència de crear un nou exèrcit sota direcció estrictament professional per a les qüestions tàctiques, dotat d'una estructura sòlida de comandaments i jerarquies i subjecte a disciplina purament militar, després d'haver comprovat la ineficàcia combativa de les milícies voluntàries, més encara perquè ara Madrid es trobava realment amenaçada per les forces del bàndol franquista apostades a poca distància. La pèrdua de Talavera va ser un motiu important per justificar la formació de l'Exèrcit Popular Republicà com indispensable element de combat i va servir com a primer argument per rebutjar l'oposició dels anarquistes a la militarització dels seus milicians.